# 론도 (음악)
론도(영어: Rondo, 프랑스어: Rondeau 롱도[*])는 주제가 삽입부를 사이에 두고 반복하여 나타나는 형식으로 되어 있는 곡이다.
론도 형식은 바로크 시대의 리토르넬로 형식에서 발전된 것이다. 엄밀한 의미의 론도 형식은 7개의 부분으로 되어 있어, 'R－E1－R－E2－R－E1－R'의 형태를 이룬다. R은 주제(론도)를, E는 삽입부(에피소드)를 뜻하는 약어이다. 즉 주제는 원칙적으로 같은 조성으로 4회 반복되며, 그 사이에 3개의 삽입부가 끼워진다. 이것은 론도 형식이 17세기의 론도－(A－B－A－C－A－D…A)의 삽입부(B, C, D,…)를 3개로 줄이는 데서 생겼다고 하는 역사적인 이유에 기인한다. 그러나 이 밖에도 R－E1－R－E2－R이라는 5부분으로 된 론도 형식이 자주 보인다. 앞에 든 7부분으로 된 론도 형식에서는 3개의 삽입부 중에서 맨 처음과 셋째는 대략 같은 재료로 되는 것이 보통이다. 따라서 전체는 E2를 중심으로 하여, 전후에 대칭적인 형으로 된다.
론도 형식은 때때로 고전파의 소나타나 교향곡, 협주곡 등의 화사한 종악장으로 쓰이는데, 그와 같은 론도의 대부분의 주제는 흐르는 듯한 가벼움과 쾌활한 성격을 가지고 있고, 대개는 알레그로의 템포로 되어 있다. 한 예로 베토벤의 피아노 소나타 작품 13 《비창》의 종악장에서 주제와 각 삽입부의 첫머리를 인용한다. 또, 론도 형식은 흔하지는 않지만 성악곡에도 이용되는 경우가 있다. 그 예시로는 크리스토프 글루크의 <오르페오와 에우리디케>의 아리아 <에우리디체 없이 어떻게 할까?>가 있다.

## 같이 보기
- 론도 (그림)